# Fern Lindzon
Fern Lindzon (* 10. Dezember 1957 in Toronto) ist eine kanadische Jazzmusikerin (Gesang, Piano, Komposition).

## Leben und Wirken
Lindzon erhielt als Kind klassischen Gesangs- und Klavierunterricht und besuchte das Royal Conservatory of Music. Sie studierte Musikgeschichte an der University of Toronto. Privatunterricht bei Frank Falco und Don Thompson bereitete sie auf ihre Rolle als Interpretin im Jazz und der Weltmusik vor. 
Lindzon war Teil der Folkgruppe The Lithuanian Empire, mit der ein gleichnamiges Album erschien. Von 2005 bis 2011 trat sie als musikalische Leiterin der Klezmergruppe Swing Sisters of Sheynville mit dieser Formation bei Weltmusikveranstaltungen in Kanada, den Vereinigten Staaten und Polen auf; 2008 war sie mit der Gruppe Gewinnerin des Canadian Folk Music Award als „Vocal Group of the Year“. Sie erhielt 2009 ein Stipendium des Canada Council, um jiddisches Repertoire und Improvisation bei Marilyn Lerner in Toronto zu studieren; weiterhin wurde sie von Alan Bern beim Yiddish Summer Weimar in Deutschland unterwiesen. 
Nachdem Lindzon in führenden Jazzclubs in Toronto auftrat, erschien ihr selbstproduziertes Debütalbum, Moments Like These (2008), auf dem sie Duos mit George Koller, Reg Schwager und dem Vibraphonisten Don Thompson präsentierte. Durch eine Besprechung in The Globe and Mail und einen Rundfunkauftritt 2009 bei CBC/Radio-Canada erhielt sie nationale Aufmerksamkeit. Beim Barrie Jazz and Blues Festival gab sie 2011 ein Konzert zu Ehren von Mary Lou Williams.
Ihr zweites Album Two Kites (2011), das sie im Quartett mit dem Saxophonisten Mike Murley sowie George Koller und Nick Fraser einspielte, wurde 2012 für einen Juno Award als „Vocal Jazz Album of the Year“ nominiert. 2014 folgte die Veröffentlichung ihrer dritten CD, Like a Circle in a Spiral, die ausgiebig im kanadischen Radio vorgestellt wurde und gute Kritiken erhielt. In den letzten Jahren beschäftigte sie sich weiterhin mit Kompositionen zum Gemälde Las Meninas von Diego Velázquez bzw. Picassos Variationen darüber und den Suiten von Duke Ellington. Überdies arbeitete sie in jüdischen Musikprojekten in Toronto mit der Sängerin Theresa Tova und dem Trompeter David Buchbinder zusammen.
Weiterhin leitete sie ihr eigenes Jazz/Klezmer-Sextett bei mehreren Aufführungen ihrer Originalpartitur für Buster Keatons Klassiker Sherlock, jr. beim Toronto International Film Festival. Fern hat zudem Partituren für andere Filmklassiker von Keaton, Charlie Chaplin und anderen komponiert und improvisiert, die von der TIFF Bell Lightbox, dem Toronto Silent Film Festival und dem Vintage Film Festival präsentiert wurden.